# Gabriele Gast
Pour les articles homonymes, voir Gast (homonymie).
Gabriele Gast, née le 2 mars 1943 à Remscheid, est une ancienne agente double allemande de la Guerre froide.
Elle travaille pendant plus de 20 ans — jusqu'à la chute du mur de Berlin — en tant que collaboratrice officieuse et espionne pour le Ministère de la Sécurité d'État (Stasi) et l'administration centrale de la reconnaissance (Hauptverwaltung Aufklärung, HVA), le service de renseignement extérieur de la RDA. De plus, de 1973 jusqu'à sa dénonciation et son arrestation en 1990, elle était également employée au Service fédéral de renseignement (BND), le service de renseignement extérieur de la RFA.

## Biographie
Gast grandit dans une famille conservatrice. Elle étudie les sciences politiques et devient membre du Cercle des étudiants chrétiens démocrates et de la CDU. En 1972, elle obtient son doctorat à l'École supérieure polytechnique de Rhénanie-Westphalie d'Aix-la-Chapelle sous la direction de Klaus Mehnert avec une thèse portant sur La femme dans le Parti socialiste unifié d'Allemagne - une contribution à l'étude du rôle politique des femmes en RDA.
En 1980, elle demande à adhérer au Parti socialiste unifié d'Allemagne et en devient membre en 1986.

### Carrière d'espionne

#### Recrutement par la Stasi
En 1968, Gast entreprend un voyage d'étude en RDA à Karl-Marx-Stadt, dans le cadre de recherches pour sa thèse. C'est là qu'elle est recrutée pour un travail d'espionnage par un employé de la Stasi portant le nom de code Karl-Heinz Schneider (Karlicek), présenté par la HVA comme un « Roméo » potentiel. 
Dès lors, elle travaille comme espionne pour les services secrets de la RDA sous le nom de code Gisela.

#### Agente double
Vers 1973, elle obtient un poste au sein du Service fédéral de renseignement à Pullach. Au cours des années suivantes, Gast est ensuite promue au poste de d'administratrice du gouvernement (Regierungsdirektorin) au sein du département consacré à l'Union soviétique.

#### Arrestation
Grâce aux déclarations de Karl-Christoph Großmann, chef de service adjoint à la HVA jusqu'en 1987, Gast est démasquée en 1990 et arrêtée. L'année suivante, elle est condamnée à six ans et neuf mois d'emprisonnement et à la perte de ses droits civils. En 1994, une libération conditionnelle anticipée lui est octroyée après qu'elle a purgé les deux tiers de sa peine. En 1998, à l'expiration de la période de probation fixée par la Chambre d'exécution des peines, elle bénéficie d'une remise de peine du reliquat.
Après son incarcération, Gabriele Gast a entrepris de faire face à son histoire personnelle ; elle a ainsi pris contact avec les anciens responsables de RDA qui ont exercé une influence directe sur sa vie : Markus Wolf, l'ancien chef de la HVA, "Karlicek" Schneider, son recruteur, et Großmann, qui a finalement découvert sa double existence. Elle a décrit ces entretiens et ses expériences dans son autobiographie parue en 1999, Éclaireuse de la paix. Le titre du livre fait référence à la désignation officieuse des agents de la HVA par Wolf, les « éclaireurs de la paix » (Kundschafter des friedens). Par la suite, Gast repris une nouvelle vie et est devenue employée dans un bureau d'études.
Elle est restée une « fervente communiste » même après la chute du mur et sa condamnation.
Elle est également la vice-présidente de l'association des « Éclaireurs de la paix » pour la Justice, fondée en 1995.

## Publications
- (de) Die politische Rolle der Frau in der DDR., Düsseldorf, Bertelsmann Universitätsverlag, 1973 (ISBN 3-571-09219-8 et 978-3-571-09219-3, OCLC 1224196).
- (de) Kundschafterin des Friedens : 17 Jahre Topspionin der DDR beim BND, Francfort sur le Main, Eichborn, 1999 (ISBN 3-8218-0522-6 et 978-3-8218-0522-1, OCLC 41300760).

## Pour approfondir